# Sistema europeo di informazione e autorizzazione ai viaggi
     Stati membri dello spazio Schengen
     Stati UE che non partecipano a Schengen, ma vincolati ad aderirvi in futuro
     Stati non UE privi di controlli di frontiera

Stati membri dello spazio Schengen
Stati UE che non partecipano a Schengen, ma vincolati ad aderirvi in futuro
Stati non UE privi di controlli di frontiera

Il Sistema europeo di informazione e autorizzazione ai viaggi (in inglese European Travel Information and Authorisation System, ETIAS) è un requisito di ingresso introdotto dall'Unione europea per i cittadini esenti dall'obbligo di visto che si recano nello Spazio Schengen e in Cipro.
L'ETIAS è simile ad altre autorizzazioni elettroniche di viaggio, come l'ESTA negli Stati Uniti, nonché ai sistemi attuati dall'Australia, dal Canada e dalla Nuova Zelanda e previsti dal Regno Unito.
L'ETIAS dovrebbe diventare operativo nel 2025.
Sono previsti un periodo transitorio e un periodo di tolleranza, entrambi di sei mesi, dall'entrata in funzione del sistema.

## Storia
L'idea di un sistema elettronico di autorizzazione di viaggio è stata proposta per la prima volta dalla Commissione europea nel 2016. 
L'ETIAS è stato formalmente istituito dal regolamento (UE) 2018/1240 del Parlamento europeo e del Consiglio del 12 settembre 2018.

## Ambito di applicazione geografico

### Paesi europei che richiedono un'autorizzazione ai viaggi ETIAS
30 paesi europei richiederanno ai viaggiatori esenti dall'obbligo di visto di possedere un'autorizzazione ai viaggi ETIAS. Tali paesi sono elencati di seguito:
- Austria
- Belgio
- Bulgaria
- Cipro
- Croazia
- Danimarca
- Estonia
- Finlandia
- Francia
- Germania
- Grecia
- Islanda
- Italia
- Lettonia
- Liechtenstein
- Lituania
- Lussemburgo
- Malta
- Norvegia
- Paesi Bassi
- Polonia
- Portogallo
- Rep. Ceca
- Romania
- Slovacchia
- Slovenia
- Spagna
- Svezia
- Svizzera
- Ungheria

### Nazionalità ammissibili
I cittadini di paesi terzi esenti dall'obbligo di visto devono richiedere un'autorizzazione ai viaggi ETIAS. Tali paesi sono elencati di seguito:
- Albania
- Antigua e Barbuda
- Argentina
- Australia
- Bahamas
- Barbados
- Bosnia ed Erzegovina
- Brasile
- Brunei
- Canada
- Cile
- Colombia
- Corea del Sud
- Costa Rica
- Dominica
- El Salvador
- Emirati Arabi Uniti
- Georgia
- Giappone
- Grenada
- Guatemala
- Honduras
- Hong Kong
- Isole Marshall
- Isole Salomone
- Israele
- Kiribati
- Macao
- Macedonia del Nord
- Malaysia
- Mauritius
- Messico
- Micronesia
- Moldavia
- Montenegro
- Nicaragua
- Nuova Zelanda
- Palau
- Panama
- Paraguay
- Perù
- Regno Unito
- Saint Kitts e Nevis
- Saint Vincent e Grenadine
- Samoa
- Saint Lucia
- Serbia
- Seychelles
- Singapore
- Stati Uniti
- Taiwan
- Timor Est
- Tonga
- Trinidad e Tobago
- Tuvalu
- Ucraina
- Uruguay
- Venezuela

## Domanda di autorizzazione ai viaggi ETIAS
I viaggiatori esenti dall'obbligo di visto dovranno compilare un modulo di domanda online tramite il sito web ufficiale dell'ETIAS (https://travel-europe.europa.eu/etias_en) o l'applicazione mobile ufficiale.
Il costo dell'autorizzazione ai viaggi ETIAS sarà di 7 euro. Sono esenti dal pagamento i richiedenti di età inferiore a 18 anni o superiore a 70 anni. Anche i familiari di cittadini dell'UE o di cittadini di paesi terzi che hanno il diritto di circolare liberamente in tutta l'Unione europea sono esenti dalla tassa di domanda..
La maggior parte delle domande ETIAS dovrebbe essere trattata nel giro di pochi minuti. In alcuni casi, la procedura può durare fino a 14 giorni qualora siano chiesti informazioni o documenti integrativi a sostegno della domanda, o fino a 30 giorni se il richiedente è convocato a un colloquio.
Un'autorizzazione ai viaggi ETIAS sarà legata al passaporto del viaggiatore. È valida per un massimo di tre anni o fino alla scadenza del passaporto indicato nella domanda, a seconda di quale condizione si verifica per prima. Se un viaggiatore riceve un nuovo passaporto, necessiterà di una nuova autorizzazione ai viaggi ETIAS..
Con un'autorizzazione ai viaggi ETIAS valida, i viaggiatori esenti dall'obbligo di visto possono entrare nel territorio dei 30 paesi europei ogniqualvolta lo desiderano per soggiorni di breve durata, di norma non superiori a 90 giorni su un periodo di 180 giorni. Tuttavia, l'ingresso non è garantito. All'arrivo alla frontiera, la guardia di frontiera chiederà di vedere il passaporto e gli altri documenti dei viaggiatori per verificare che siano soddisfatte le condizioni di ingresso definite nel codice frontiere Schengen.
In caso di rifiuto della domanda di autorizzazione ai viaggi ETIAS o di revoca o annullamento dell'autorizzazione ai viaggi ETIAS, l'interessato avrà il diritto di presentare ricorso. I ricorsi saranno gestiti dalle autorità competenti dei paesi europei che richiedono un'autorizzazione ai viaggi ETIAS.
L'UE ha messo in guardia i viaggiatori da siti web ETIAS non ufficiali, dichiarando che mentre alcuni di questi siti sono gestiti da imprese oneste, altri possono operare in modo disonesto.